# Wilhelm Ritter von Haiß
Wilhelm Haiß, seit 1906 Ritter von Haiß, (* 14. Februar 1852 in München; † 22. Februar 1927 ebenda) war Präsident des Obersten Bayerischen Landesgerichts und Mitglied des Bayerischen Reichsrats.

## Leben
Wilhelm Haiß machte 1869 sein Abitur am Wilhelmsgymnasium München.
1876 legte Haiß das große juristische Staatsexamen (früher Staatskonkurs) ab, promovierte zum Dr. jur. und trat die Stelle eines Richters am Amtsgericht München I an. Zugleich wurde er Hilfsarbeiter im Sekretariat des bayerischen Königs Ludwig II.
1891 wechselte er zum Oberlandesgericht München, wo er Senatspräsident wurde. In dieser Eigenschaft verlieh ihm Luitpold von Bayern 1906 das Ritterkreuz des Verdienstordens der Bayerischen Krone. Damit verbunden war die Erhebung in den persönlichen Adelsstand und er durfte sich nach der Eintragung in die Adelsmatrikel „Ritter von Haiß“ nennen. 1913 erhielt er das Komturkreuz dieses Ordens.
Am Bayerischen Obersten Landesgericht übernahm er am 1. Februar 1910 die Stelle des Senatspräsidenten und vom 1. April 1912 bis zum 31. März 1919 war er Präsident des Obersten Bayerischen Landesgerichts und führte das Prädikat Exzellenz. Am 1. April 1919 wurde er auf eigenen Wunsch in den Ruhestand verabschiedet. 
Vom 9. September 1912 bis 1918 war er lebenslängliches Mitglied der Kammer der Reichsräte Bayerns und führte den Titel „Reichsrat der Krone Bayern“. Der Reichsrat war die erste Kammer der Bayerischen Ständeversammlung. Ihre Mitglieder gehörten zum Kreis der Standesherren, der hohen Geistlichkeit und der auf Lebenszeit ernannten Personen.